# Gilbert Gatore
Gilbert Gatore (Ruanda, 1981) és un escriptor ruandès
En 1994 la seva família va fugir de Ruanda i es va aixoplugar al Zaire. En 1997 es va instal·lar a França. Allí es va diplomar a l'IEP de Lille i continuà els estudis a HEC on es va graduar el febrer de 2008.
El seu primer conte, Le Passé devant soi és, junt amb Le Feu sous la soutane de Benjamin Sehene, la segona temptativa d'un autor ruandès en abordar el tema del genocidi a través de la ficció.
Aquest volum s'anuncia com el primer volum d'una seqüela titulada Figures de la vie impossible.
En maig dw 2012 l'escriptor havia demanat la naturalització com a ciutadà francès, demanda que fou desestimada per les autoritats franceses.

## Distincions
- Premi Ouest-France, Etonnants voyageurs, 2008 (per le Passé devant soi)

## Obres
- Le Passé devant soi, éditions Phébus, Paris, 2008, 215 pgs. ISBN 9782752903099 OCLC 494703324.